# Stabilité de Liapounov
Pour les articles homonymes, voir Liapounov.
En mathématiques, la notion de stabilité de Liapounov (ou, plus correctement, de stabilité au sens de Liapounov ; parfois orthographié Lyapunov suivant la graphie anglaise) apparaît dans l'étude des systèmes dynamiques. Elle joue un rôle prépondérant en automatique, et plus spécifiquement en théorie du contrôle. De manière générale, la notion de stabilité joue également un rôle en mécanique, dans les modèles économiques, les algorithmes numériques, la mécanique quantique, la physique nucléaire, etc.
Un exemple typique de système stable au sens de Liapounov est celui constitué d'une bille roulant sans frottement au fond d'une coupelle ayant la forme d'une demi-sphère creuse : après avoir été écartée de sa position d'équilibre (qui est le fond de la coupelle), la bille oscille autour de cette position, sans s'éloigner davantage : la composante tangentielle de la force de gravité ramène constamment la bille vers sa position d'équilibre. En présence d'un frottement visqueux (si l'on ajoute par exemple un peu d'huile au fond de la coupelle), les oscillations de la bille sont amorties et celle-ci revient à sa position d'équilibre au bout d'un certain temps (théoriquement infiniment long) : cet amortissement est dû à la dissipation d'énergie sous forme de chaleur. Le système est alors asymptotiquement stable. Si maintenant on retourne la coupelle, le sommet de celle-ci (ayant toujours la forme d'une demi-sphère) est encore une position d'équilibre pour la bille. Mais à présent, si l'on écarte la bille d'une quantité infinitésimale en absence de frottement, cette bille se met à rouler sur la paroi de la coupelle en tombant ; elle s'écarte sans retour de sa position d'équilibre, car la composante tangentielle de la force de gravité éloigne constamment la bille de sa position d'équilibre. Un tel système est dit instable.
De manière moins imagée, si tout mouvement d'un système issu d'un voisinage suffisamment petit d'un point d'équilibre {\displaystyle x_{e}} demeure au voisinage de ce point, alors {\displaystyle x_{e}} est dit stable au sens de Liapounov (rigoureusement parlant, ce n'est pas un système dynamique qui peut être stable au sens de Liapounov mais un point d'équilibre de ce système ; certains systèmes peuvent avoir plusieurs points d'équilibre, les uns stables, les autres instables). Le théorème central d'Alexandre Liapounov dit qu'un point d'équilibre {\displaystyle x_{e}} est stable (au sens de Liapounov) pour un système dynamique (décrit par une équation différentielle du type {\displaystyle {\dot {x}}=f(x,t)}) si et seulement s'il existe une fonction vérifiant certaines conditions précises et liées à la fonction {\displaystyle f} de l'équation différentielle et à {\displaystyle x_{e}}. Le problème de la stabilité se ramène donc à chercher une telle fonction (dite fonction de Liapounov), souvent par tâtonnement. Les conditions que doit vérifier une fonction de Liapounov du problème dynamique (purement mathématique) rappellent les conditions que doit vérifier l'énergie potentielle pour qu'il y ait stabilité d'un point d'équilibre d'un système physique (voir, infra, le premier et le troisième paragraphe de l'introduction historique : Stabilité au sens de Lagrange-Dirichlet et L’œuvre de Liapounov).
D'autres notions de stabilité peuvent être traitées de manière similaire. Par exemple :
- la stabilité asymptotique (si tout mouvement issu d'un voisinage suffisamment petit U de {\displaystyle x_{e}} reste au voisinage de ce point et converge vers {\displaystyle x_{e}}). Cette stabilité asymptotique est dite globale si U est l'espace tout entier ;
- la stabilité structurelle (si lorsque l'équation différentielle est perturbée par un terme suffisamment petit, ses orbites ou trajectoires[1] restent peu modifiées).

Les cas d'instabilité peuvent donner lieu à des comportements chaotiques.
Dans le cas de systèmes linéaires aux paramètres incertains, la recherche d'une fonction de Liapounov peut se formaliser en un problème d'optimisation et, lorsque celui-ci est convexe, il existe des algorithmes de résolution efficaces. Il existe également des méthodes permettant de réaliser un bouclage de manière qu'une fonction de Liapounov, choisie à l'avance, garantisse la stabilité.

## Exemples
Les exemples qui suivent sont traités grâce aux théorèmes énoncés et démontrés dans la suite de cet article. Ces exemples ont pour rôle de motiver ces théorèmes et les définitions, parfois un peu techniques, qui sont également nécessaires. Les systèmes considérés ont des coefficients qui ne dépendent pas du temps (ils sont régis par des équations différentielles autonomes). Pour de tels systèmes, les notions délicates d'uniformité sont inutiles, ce qui simplifie considérablement les concepts.

### Exemple 1
Considérons le système dynamique défini par l'équation différentielle du premier ordre
{\displaystyle {\dot {x}}=-x-x^{3}}.
Pour déterminer les points d'équilibre réels, on écrit {\displaystyle {\dot {x}}=0}, d'où {\displaystyle 0=x+x^{3}=x(1+x^{2})}, ce qui équivaut à {\displaystyle x=0} : c'est l'unique point d'équilibre. Le but est de déterminer si ce point d'équilibre est stable sans avoir à résoudre l'équation différentielle.
Soit alors la fonction {\displaystyle V(x)=x^{2}} ; on peut l'assimiler à une énergie puisque cette fonction est strictement positive sauf au point d'équilibre {\displaystyle x=0} (on dit qu'elle est définie positive) et elle est « globalement propre » (ou « radialement non bornée »), c'est-à-dire que {\displaystyle V(x)\rightarrow +\infty } lorsque {\displaystyle \left\Vert x\right\Vert \rightarrow +\infty }. Calculons maintenant la dérivée de cette fonction le long des trajectoires du système. Elle s'écrit {\displaystyle {\dot {V}}(x)={\frac {\partial V}{\partial x}}{\dot {x}}} pour {\displaystyle {\dot {x}}=-x-x^{3}}, soit donc {\displaystyle {\dot {V}}(x)=2x(-x-x^{3})=-2x^{2}-2x^{4}}. Par conséquent, {\displaystyle {\dot {V}}(x)<0} pour tout {\displaystyle x\neq 0} (on dit par conséquent que la fonction {\displaystyle -{\dot {V}}} est définie positive, ou encore que {\displaystyle {\dot {V}}} est définie négative). Cette énergie est donc toujours strictement décroissante. Le théorème de Liapounov, explicité plus bas, montre que cette énergie devra nécessairement s'annuler, c'est-à-dire que l'état x du système va nécessairement converger vers 0 quelle que soit la condition initiale. On dit que V est une fonction de Liapounov et que le point d'équilibre 0 est globalement asymptotiquement stable.

### Exemple 2
Envisageons maintenant un système plus compliqué, pour lequel la fonction de Liapounov ne sera pas aussi simple: soit le système
{\displaystyle \left\{{\begin{array}{c}{\dot {x}}_{1}=-2x_{1}+2(x_{2})^{4}\\{\dot {x}}_{2}=-x_{2}\end{array}}\right.}.
L'origine {\displaystyle x=0} est de nouveau un point d'équilibre. Soit cette fois {\displaystyle V(x)=6x_{1}^{2}+12x_{2}^{2}+4x_{1}x_{2}^{4}+x_{2}^{8}}. On peut écrire cette quantité sous la forme
{\displaystyle V(x)=\left(2x_{1}+x_{2}^{4}\right)^{2}+2x_{1}^{2}+12x_{2}^{2}}.
Elle est donc définie positive (au sens précisé plus haut, et bien qu'il ne s'agisse pas d'une forme quadratique) et globalement propre, et peut de nouveau être considérée comme une énergie, dans un sens généralisé. Un calcul semblable au précédent donne
{\displaystyle {\dot {V}}\left(x\right)={\frac {\partial V}{\partial x_{1}}}{\dot {x}}_{1}+{\frac {\partial V}{\partial x_{2}}}{\dot {x}}_{2}}
où {\displaystyle {\dot {x}}_{1}} et {\displaystyle {\dot {x}}_{2}} sont les quantités définies plus haut en fonction de {\displaystyle x_{1}} et {\displaystyle x_{2}}. On vérifie que
{\displaystyle {\dot {V}}(x)=-24\left(x_{1}^{2}+x_{2}^{2}\right)}
et {\displaystyle {\dot {V}}} est donc définie négative. Par le même raisonnement que dans le premier exemple, V est une fonction de Liapounov, et le théorème de Liapounov permet de conclure que le point d'équilibre {\displaystyle x=0} est globalement asymptotiquement stable.

### Exemple 3
Soit maintenant le système
{\displaystyle \left\{{\begin{array}{c}{\dot {x}}_{1}=-x_{1}+x_{2}+\epsilon x_{1}\left(x_{1}^{2}+x_{2}^{2}\right)\\{\dot {x}}_{2}=-x_{1}-x_{2}+\epsilon x_{2}\left(x_{1}^{2}+x_{2}^{2}\right)\end{array}}\right.}
avec {\displaystyle \epsilon =\pm 1}. Étudions de nouveau la stabilité du point d'équilibre {\displaystyle x=0}. Pour x voisin de 0, on peut considérer ce système comme « quasi linéaire » (voir infra) et on peut l'approcher par le système linéaire (en négligeant les termes du second ordre)
{\displaystyle \left\{{\begin{array}{c}{\dot {x}}_{1}=-x_{1}+x_{2}\\{\dot {x}}_{2}=-x_{1}-x_{2}\end{array}}\right.}
soit encore {\displaystyle {\dot {x}}=Ax} avec {\displaystyle A=\left[{\begin{array}{cc}-1&1\\-1&-1\end{array}}\right]}. On vérifie facilement que les valeurs propres de A sont {\displaystyle -1+i,-1-i}. La condition nécessaire et suffisante de stabilité d'un système linéaire à coefficients constants (voir infra) montre alors que 0 est asymptotiquement stable pour ce système linéaire, puisque ces valeurs propres appartiennent toutes deux au demi-plan gauche ouvert du plan complexe. Par conséquent, d'après le théorème de Perron, donné plus bas, l'origine est asymptotiquement stable pour le système non linéaire envisagé.
La question se pose maintenant de savoir si cette stabilité asymptotique est globale ou non. D'après le Critère de Liapounov (voir infra), il existe une unique solution symétrique réelle définie positive P à l'équation algébrique dite de Liapounov
{\displaystyle A^{T}P+PA=-2I_{2}}.
En résolvant cette équation, on obtient en effet {\displaystyle P=I_{2}}. Par conséquent, la fonction {\displaystyle V(x)=x^{T}Px=x_{1}^{2}+x_{2}^{2}} est une fonction de Liapounov pour l'approximation linéaire. Voyons maintenant ce qu'il en est pour le système non linéaire initial. On obtient
{\displaystyle {\dot {V}}(x)=2x_{1}\left(-x_{1}-x_{2}+\epsilon \left(x_{1}^{2}+x_{2}^{2}\right)\right)+2x_{2}\left(-x_{1}-x_{2}+\epsilon \left(x_{1}^{2}+x_{2}^{2}\right)\right)}
soit encore
{\displaystyle {\dot {V}}(x)=2\left(x_{1}^{2}+x_{2}^{2}\right)\left(-1+\epsilon \left(x_{1}^{2}+x_{2}^{2}\right)\right)}.
Par conséquent,
- pour {\displaystyle \epsilon =-1}, la fonction {\displaystyle {\dot {V}}} est définie négative, et l'origine est donc globalement asymptotiquement stable pour le système non linéaire. De plus, {\displaystyle {\dot {V}}(x)\leq -2V(x)} d'où, pour une condition initiale {\displaystyle x(t_{0})=x_{0}}, on a pour tout {\displaystyle t\geq t_{0}}

{\displaystyle V(x)\leq V(x_{0})e^{-2(t-t_{0})}} d'où {\displaystyle \vert \vert x(t)\vert \vert \leq \vert \vert x_{0}\vert \vert e^{-(t-t_{0})}}
et le point d'équilibre 0 est dit globalement exponentiellement stable.
- Pour {\displaystyle \epsilon =1}, prenons un état initial situé à l'extérieur de la boule {\displaystyle x_{1}^{2}+x_{2}^{2}=1} : alors {\displaystyle {\dot {V}}(x)>0}, donc {\displaystyle V(x)} ne peut qu'augmenter, et par suite l'état du système ne peut que s'éloigner de cette boule. L'origine n'est donc pas globalement asymptotiquement stable. Son bassin d'attraction est la boule ouverte {\displaystyle x_{1}^{2}+x_{2}^{2}<1}, car pour un état initial situé dans cet ensemble, {\displaystyle {\dot {V}}(x)<0}, et l'« énergie » {\displaystyle V(x)} va diminuer jusqu'à s'annuler à l'origine.

### Exemple 4
Considérons enfin le système
{\displaystyle \left\{{\begin{array}{c}{\dot {x}}_{1}=x_{2}\\{\dot {x}}_{2}=-x_{2}-x_{1}^{3}\end{array}}\right.}
et envisageons comme « candidate » pour être fonction de Liapounov
{\displaystyle V(x)=x_{1}^{4}+x_{1}^{2}+2x_{1}x_{2}+2x_{2}^{2}}.
On a {\displaystyle V(x)=x_{1}^{4}+\left(x_{1}+x_{2}\right)^{2}+x_{2}^{2}}, c'est donc une fonction définie positive et globalement propre. Un calcul simple montre que {\displaystyle {\dot {V}}(x)=-2x_{2}^{2}}. La fonction {\displaystyle -{\dot {V}}} est donc seulement semi-définie positive, puisqu'elle s'annule sur la droite {\displaystyle x_{2}=0}. Le théorème de Liapounov permet de conclure que l'origine est stable (c'est-à-dire que si la condition initiale est voisine de 0, l'état restera proche de 0), mais ne permet pas de conclure qu'elle est asymptotiquement stable. Mais si {\displaystyle x_{2}=0}, alors {\displaystyle {\dot {x}}_{1}=0}, donc {\displaystyle x_{1}=C^{te}}. De plus, {\displaystyle {\dot {x}}_{2}=-x_{1}^{3}}, donc {\displaystyle x_{2}} ne peut rester nul que si {\displaystyle x_{1}=0}. On exprime ceci en disant que le plus grand ensemble invariant inclus dans l'ensemble des x tels que {\displaystyle {\dot {V}}(x)=0} se réduit à l'origine. Le théorème de Krasovsky-LaSalle (voir infra) permet alors de conclure que l'origine est globalement asymptotiquement stable.

### Conclusion
Ces quatre exemples montrent les points suivants :
(i) La détermination d'une fonction de Liapounov est un problème délicat. Celles des exemples 2 et 4 ont été obtenues après des tâtonnements.
 Remarque : méthode « du gradient variable »,. Si 0 est un point d'équilibre pour l'équation différentielle {\displaystyle {\dot {x}}=f\left(x\right)}, où  f est une fonction polynomiale, cette méthode peut être utilisée pour rechercher de manière systématique une fonction de Liapounov polynomiale V. On pose que les composantes de son gradient doivent être de la forme {\displaystyle S_{i}=\sum \limits _{j}a_{ij}(x)x_{j}}. Les {\displaystyle a_{ij}} étant des fonctions polynomiales choisies de sorte que {\displaystyle {\frac {\partial S_{i}}{\partial x_{j}}}={\frac {\partial S_{j}}{\partial x_{i}}}}, il existe V telle que {\displaystyle {\frac {\partial V}{\partial x_{i}}}=S_{i}}. Si de plus on peut choisir les {\displaystyle a_{ij}} de sorte que {\displaystyle \sum \limits _{j}a_{ij}(x)x_{j}f_{j}\left(x\right)<0} et {\displaystyle V(x)>0} pour {\displaystyle x\neq 0}, alors V est une fonction de Liapounov et 0 est un point d'équilibre asymptotiquement stable.
(ii) Les théorèmes de Liapounov, qui sont les plus connus, sont parfois insuffisants, et à l'exemple 4 on n'a pu conclure que grâce au théorème de Krasovsky-LaSalle.
Recadrer ces exemples dans un contexte général demande des développements non triviaux.

## Introduction historique
On tente ci-dessous de retracer les grandes étapes de l'évolution de la théorie de la stabilité. Les contributions depuis plus d'un siècle sont innombrables et l'exposé qui suit n'est bien évidemment pas exhaustif.

### Stabilité au sens de Lagrange-Dirichlet
C'est tout d'abord les systèmes mécaniques dont la stabilité a été étudiée. Soit un système conservatif (c'est-à-dire soumis à des forces qui dérivent toutes d'un potentiel) à n degrés de libertés et {\displaystyle q=\left(q_{1},...,q_{n}\right)} le vecteur de ses coordonnées généralisées. Le mouvement vérifie l'équation de Lagrange
{\displaystyle {\frac {d}{dt}}{\frac {\partial {\mathcal {L}}}{\partial {\dot {q}}}}-{\frac {\partial {\mathcal {L}}}{\partial q}}=0}
où {\displaystyle {\mathcal {L}}(q,{\dot {q}})=T(q,{\dot {q}})-U(q)}, {\displaystyle T(q,{\dot {q}})} étant l'énergie cinétique, supposée être une forme quadratique semi-définie positive en {\displaystyle {\dot {q}}}, et {\displaystyle U(q)} étant l'énergie potentielle. L'équation de Lagrange s'écrit de manière équivalente
{\displaystyle {\frac {d}{dt}}\left({\frac {\partial T}{\partial {\dot {q}}}}\right)-{\frac {\partial T}{\partial q}}+{\frac {\partial U}{\partial q}}=0}.
Les équilibres {\displaystyle q=c^{te}} sont donc solutions de {\displaystyle {\frac {\partial U}{\partial q}}=0}. Joseph-Louis Lagrange, généralisant le principe de Evangelista Torricelli (1644) suivant lequel un corps pesant a tendance à aller vers la position d'équilibre où son centre de gravité est le plus bas, a énoncé en 1788 le principe suivant : si l'énergie potentielle {\displaystyle U(q)} possède un minimum relatif strict (« condition de Lagrange »), l'équilibre en ce point est stable. La démonstration de Lagrange était toutefois incorrecte, sauf dans le cas où l'énergie potentielle est une forme quadratique. C'est Johann Peter Gustav Lejeune Dirichlet qui, le premier, a pu donner du principe de Lagrange une démonstration générale et rigoureuse en 1846. Il a montré que, si la condition de Lagrange est vérifiée au point {\displaystyle q=0}, si le système est à l'équilibre en ce point, et si on l'en écarte suffisamment peu et suffisamment lentement, le vecteur q reste aussi proche que l'on veut de ce point : c'est ce qu'on appelle la stabilité au sens de Lagrange-Dirichlet (si Dirichlet avait supposé que l'énergie cinétique est une forme quadratique définie positive en {\displaystyle {\dot {q}}}, il aurait obtenu la stabilité au sens de Liapounov, à savoir que {\displaystyle {\dot {q}}} également serait resté aussi proche que l'on veut de 0 ; cela sera détaillé plus loin, en application du théorème de stabilité de Liapounov).

### Stabilité au sens de Poisson ou de Poincaré
Siméon Denis Poisson, quant à lui, a défini la stabilité d'un système comme étant la propriété suivante : tout mouvement de celui-ci retourne un nombre infini de fois dans un voisinage arbitrairement petit de son état initial. Poincaré, qui s'est durablement intéressé à la stabilité des orbites des planètes du système solaire, est allé plus loin : tout d'abord dans son fameux mémoire Sur le problème des trois corps et les équations de la dynamique (1889) ; puis, celui-ci comportant une erreur, dans ses Méthodes Nouvelles de la mécanique céleste , parues entre 1892 et 1899. Au cours de ces travaux, Poincaré a été amené à définir la stabilité orbitale, encore appelée aujourd'hui stabilité au sens de Poincaré. Il a ajouté à la définition de Poisson la condition que la « propriété de récurrence » des mouvements du système doit être satisfaite avec une probabilité égale à 1 ; il a appelé la propriété obtenue la stabilité au sens de Poisson et a établi ce qu'on appelle aujourd'hui le « théorème de récurrence de Poincaré ». Ces résultats, complétés en 1901 par ceux d'Ivar Bendixson (voir le théorème de Poincaré-Bendixson), conduiront George David Birkhoff à établir le « théorème de Poincaré-Birkhoff » (1912), à définir la notion d'ensemble limite (en) (1927), dont il sera question plus loin, puis à démontrer son théorème ergodique (1931).
Joseph Liouville a appliqué le principe de Lagrange aux mouvements d'un fluide en rotation en 1842, puis en 1855. Ses résultats ont été peu convaincants, et le problème a intéressé Pafnouti Tchebychev en 1882 ; il l'a confié à Alexandre Liapounov dans le cadre de sa maîtrise.

### L’œuvre de Liapounov
Liapounov a tout d'abord repris la méthode de Liouville, puis s'est vivement intéressé à la démonstration de Dirichlet. Aux yeux de Liapounov, le point essentiel était que l'énergie totale {\displaystyle V(q,{\dot {q}})=T(q,{\dot {q}})+U(q)} est une « fonction définie positive » en {\displaystyle x=(q,{\dot {q}})}, qui reste constante tandis que système bouge. Cette énergie totale allait devenir en 1892, dans sa thèse de doctorat intitulée Le problème général de la stabilité du mouvement, ce que nous appelons aujourd'hui une « Fonction de Liapounov ». Cette thèse est d'abord parue en russe, puis traduite en français en 1908, et en anglais pour son centenaire, en 1992. Dans ce travail, Liapounov, influencé d'autre part par les travaux d'Edward Routh avec son Treatise on the Stability of a Given State of Motion (1877), de William Thomson (Lord Kelvin) et Peter Guthrie Tait avec leur Treatise of Natural Philosophy (1879), de Nikolaï Iegorovitch Joukovski qui avait fait sa thèse sur la stabilité du mouvement en 1882, et de Poincaré avec son mémoire de 1889 déjà mentionné, a également introduit les notions de stabilité (au sens que nous appelons aujourd'hui « de Liapounov ») et de stabilité asymptotique. Liapounov a d'autre part étudié la stabilité de l'origine pour les systèmes « quasi linéaires »
{\displaystyle {\frac {dx}{dt}}=Ax+f\left(x\right)}
et est parvenu à la conclusion que, lorsque la matrice A est constante, et que 0 est asymptotiquement stable pour ce système lorsqu'il est linéaire ({\displaystyle f=0}), alors il est également stable pour le système non linéaire lorsque {\displaystyle \left\Vert f\left(x\right)\right\Vert =o\left(\left\Vert x\right\Vert \right)} pour {\displaystyle \left\Vert x\right\Vert \rightarrow 0}. Durant les années qui ont suivi, Liapounov a continué d'étudier la stabilité de ces systèmes quasi linéaires dans le cas où la matrice constante A du système linéaire a ses valeurs propres sur l'axe imaginaire. Ces travaux ont été retrouvés dans les papiers de Liapounov et publiés une dizaine d'années après qu'il se fut donné la mort en 1918.

### Cas des systèmes linéaires
La stabilité dans le cas des systèmes linéaires à coefficients constants (stabilité asymptotique ou, de manière équivalente, exponentielle) a fait l'objet de critères algébriques. Un premier résultat a été obtenu par le mathématicien français Charles Hermite en 1856. Liapounov a lui-même établi deux critères en 1892, dans sa célèbre thèse de doctorat déjà mentionnée: celui qu'il est convenu d'appeler le « critère de Liapounov », détaillé plus bas, et un autre, s'appliquant spécifiquement au cas d'une seule équation différentielle scalaire. Mais dans ce cas, c'est le mathématicien anglais Edward Routh qui a franchi le pas décisif en 1875, en proposant son fameux critère. Celui-ci a été établi sous une forme différente, et de manière indépendante, par Adolf Hurwitz en 1895, à partir du travail d'Hermite. Il en est résulté le critère appelé depuis « de Routh-Hurwitz ». Celui-ci a été amélioré par les mathématiciens français Liénard et Chipart en 1914 (pour tous ces résultats, voir l'article Polynôme de Hurwitz).

### Systèmes quasi linéaires et stabilité uniforme
La question s'est ensuite posée de la stabilité de 0 pour le système quasi linéaire ci-dessus lorsque cette fois, la matrice A dépend du temps : {\displaystyle A=A(t)}. Le résultat obtenu par Liapounov a tout d'abord paru généralisable tel quel à ce cas. Mais Oskar Perron en a exhibé en 1930 un exemple de système quasi linéaire pour lequel 0 est asymptotiquement stable lorsque {\displaystyle f=0}, et est instable avec {\displaystyle f\neq 0} vérifiant la condition indiquée.
Les progrès de l'analyse, grâce notamment aux travaux de Maurice René Fréchet, ont alors permis à Ioėlʹ Guilievitch Malkine d'affiner les définitions de Liapounov et d'introduire la notion de stabilité uniforme dans les années 1940. Konstantin Petrovitch Persidski, dans son article « Sur la théorie de la stabilité des équations différentielles » (1946) a établi pour le système quasi linéaire ci-dessus, que si 0 est uniformément asymptotiquement stable lorsque {\displaystyle f=0}, 0 est encore uniformément asymptotiquement stable lorsque {\displaystyle f\neq 0} vérifie la condition indiquée.

### Notions et résultats complémentaires
Il n'était pas suffisant de définir clairement la stabilité uniforme ; il convenait d'étudier de plus près la stabilité asymptotique. La notion de stabilité exponentielle a été introduite par Malkine en 1935.
R. E. Vinograd a montré sur un exemple, en 1957, que l'attractivité d'un point d'équilibre n'entraîne pas sa stabilité asymptotique, même pour un système autonome. En revanche, A. Lewis a montré en 2017 que pour un système linéaire non autonome, l'attractivité de l'origine entraîne sa stabilité asymptotique, et que l'attractivité uniforme de l'origine entraîne sa stabilité asymptotique uniforme.
Nikolaï Tchetaïev a énoncé en 1934 un important critère d'instabilité de l'origine, généralisant un autre critère obtenu par Liapounov en 1892 (le théorème de Tchetaïev a lui-même été généralisé par plusieurs auteurs, dont José Luis Massera en 1956 et James A. Yorke (en) en 1968,). Les livres de Malkine (Theory of Stability of Motion, 1952), Nikolaï N. Krasovskii (Stability of Motion, 1959) et l'article de Massera déjà mentionné, ont contribué à donner à ces résultats leur forme définitive. Une addition importante est celle faite par Evgeny Alekseïevitch Barbachine et Krasvossky en 1952 en Russie, et indépendamment par Joseph P. LaSalle en 1960 aux États-Unis, du « Principe d'invariance (en) de Krasovsky-LaSalle ». Ce principe a tout d'abord été obtenu pour les systèmes autonomes ; sa généralisation au cas des systèmes non autonomes, qui est non triviale, a été réalisée par Jack K. Hale et LaSalle en 1967.
La méthode des fonctions de Liapounov a été étendue sans grande difficulté au cas des systèmes à temps discret grâce aux contributions de Ta Li (qui a donné en 1934 un exemple correspondant, pour le cas des systèmes à temps discret, à celui de Perron) et Wolfgang Hahn (1958) notamment. Rudolf Kalman et J. E. Bertram ont fait une synthèse d'une partie de ces résultats en 1960 dans un article qui est resté classique.
L'approche inaugurée par Liapounov pour les systèmes définis par une équation différentielle a été étendue au cas des systèmes définis par une équation différentielle retardée vers la fin des années 1950 et le début des années 1960 par Krasvosky et Boris Sergueïevitch Razoumikhine ; le principe d'invariance de Krasovsky-LaSalle a été étendu à ces systèmes par Hale en 1965, et on doit à cet auteur une synthèse, plusieurs fois rééditée et à chaque fois augmentée, de l'ensemble de ces résultats.
La théorie qualitative des équations différentielles, initiée par Poincaré et Birkhoff, a continué d'être développée par Viktor Vladimirovich Nemytskii et V. V. Stepanov dans leur livre Qualitative Theory of Differential Equations, paru en 1947 ; ce travail, complété par celui de Nemytsky en 1949, a conduit Walter Gottschalk et Gustav A. Hedlund en 1955, Solomon Lefschetz en 1958, Vladimir Ivanovitch Zoubov en 1961 (voir la méthode de Zubov (en)), J. Auslander et P. Seibert en 1964, A. Strauss et (de manière indépendante) Nam Parshad Bhatia en 1966, à considérer un système dynamique comme étant défini par un semi-groupe (un système défini par une équation différentielle en étant un cas particulier), et à étudier la stabilité (ou la stabilité asymptotique) d'un ensemble compact pour un tel système au moyen d'une « fonction de Liapounov généralisée », continue mais non différentiable.
Pour établir certains résultats d'attractivité, un lemme classique est parfois utile : le lemme de Barbalat,,.

### Réciproques
Les théorèmes de Liapounov et ses compléments divers disent essentiellement que si, pour un point d'équilibre donné, par exemple l'origine, on peut trouver une fonction de Liapounov, alors ce point d'équilibre est stable (ou asymptotiquement stable, uniformément asymptotiquement stable, etc., suivant la nature exacte de cette fonction de Liapounov). La réciproque a également été étudiée. K. P. Persidsky a montré en 1933 que, si 0 est un point d'équilibre stable d'un système non linéaire, il existe une fonction de Liapounov dont la dérivée le long du champ de vecteurs de l'équation est semi-définie négative. Malkine a démontré en 1954 que, si 0 est un point d’équilibre uniformément asymptotiquement stable, il existe une fonction de Liapounov dont cette même dérivée est définie négative. Ces résultats, et quelques autres, ont été rassemblés en 1962 par Massera (à qui on doit le « lemme de Massera (en) », qui joue un rôle important pour ces questions) dans un article. L'exposé systématique de tous ces travaux a été réalisé par Hahn en 1967 et (dans une perspective un peu différente) par Bhatia et Giorgio P. Szegö en 1970, dans des livres qui font encore autorité,.

### Stabilité structurelle
Poincaré, au volume III de son mémoire Méthodes Nouvelles de la Mécanique Céleste, avait découvert les orbites homoclines et hétéroclines (voir infra), au voisinage desquelles se manifeste une dépendance sensitive des conditions initiales (dans la terminologie actuelle). Balthasar van der Pol avec son oscillateur en 1928, puis Aleksandr Andronov et Lev Pontriaguine en 1937, ont développé les idées de Poincaré sur la stabilité orbitale jusqu'à parvenir à la notion de stabilité structurelle d'un système. Andronov et Pontriaguine ont appelé « système grossier » un système structurellement stable, et démontré ce qu'on appelle aujourd'hui le « critère d'Andronov-Pontryagin (en) ». Ces résultats ont été généralisés par Maurício Peixoto (en) en 1959, puis par Vladimir Arnold, Dmitri Anossov, Yakov G. Sinai, Stephen Smale et René Thom notamment, dans les années 1960. Ces travaux ont conduit à la théorie du chaos qui s'est développée dans les années 1970.

### Applications aux systèmes bouclés
Les fonctions de Liapounov ont été utilisées pour étudier la stabilité des systèmes bouclés par M. A. Aizerman (1947) (dont la conjecture s'est révélée fausse mais a été à l'origine de nombreux travaux sur la stabilité absolue (en)), A. Lur'e (1957), V. N. Postnikov et Aleksandr Mikhailovitch Letov (1961) ; Vasile M. Popov (en) (théorie de l'hyperstabilité et critère de Popov, 1961-1962), Rudolf Kalman (1963) et Vladimir Andreïevitch Yakoubovitch (en) (1964 : Lemme de Kalman-Yakubovich-Popov (en)). Alors que les résultats de Liapounov sur la stabilité de 0 pour un système « presque linéaire » incitaient à rechercher assez systématiquement des fonctions de Liapounov quadratiques, ces travaux ont montré qu'il fallait dans de nombreux cas envisager une classe de fonctions de Liapounov beaucoup plus large, en l'occurrence comprenant un terme quadratique et un terme dépendant du temps, sous forme d'une intégrale fonction de sa borne supérieure. Par ailleurs, Kalman a montré en 1960 que pour un système linéaire stationnaire, la théorie de commande optimale pouvait fournir des fonctions de Liapounov. La théorie de la passivité ou de la dissipativité, d'abord apparue dans le cadre des circuits électriques, puis placée dans un cadre général à partir du milieu des années 1960, peut également être établie grâce l'emploi de fonctions de Liapounov. Bruce A. Francis et W. M. Wonham ont introduit en 1975 la notion de « synthèse structurellement stable », c'est-à-dire un asservissement qui confère au système bouclé une stabilité structurelle en présence de perturbations dont la dynamique est connue. Avec le passage du qualitatif au quantitatif, dans les années qui ont suivi, est née la problématique de la commande robuste, dont une des approches, datant du milieu des années 1990, est la recherche d'une fonction de Liapounov quadratique optimale au moyen d'un algorithme d'optimisation convexe, sur la base d'inégalités matricielles linéaires. Le mathématicien russe V. L. Kharitonov a montré en 1978 que pour étudier la stabilité d'un système régi par une équation différentielle scalaire à coefficients constants mais incertains et compris entre des bornes données, il est suffisant de tester si quatre polynômes seulement (les polynômes que l'on appelle maintenant « de Kharitonov ») sont de Hurwitz (voir l'article Théorème de Kharitonov (en)) ; le résultat de Kharitonov n'a été connu en Occident qu'en 1988. Vers le milieu des années 1990 est apparue, sous l'impulsion d'Eduardo Sontag, une méthode de conception de régulateurs pour des systèmes non linéaires, fondée sur la notion de stabilité entrée-état (en) (« input-to-state stability ») et l'utilisation d'une fonction de Liapounov.

## Définition de certains types de stabilité
Ainsi qu'il ressort de l'historique ci-dessus, il existe de nombreux types de stabilité : au sens de Lagrange-Dirichlet, Joukovski, Poisson, Poincaré, Liapounov, etc. Nous envisagerons ci-dessous les plus importants. Puis nous donnerons les principaux théorèmes de stabilité et d'instabilité. On est amené à distinguer le cas d'un système autonome (c'est-à-dire dont les coefficients ne dépendent pas explicitement de la variable t, qu'on peut considérer comme désignant le temps) et le cas d'un système non autonome. Dans ce dernier cas apparaît la notion délicate d'uniformité, qui rend les définitions (et les résultats) beaucoup plus complexes. Il est donc vivement conseillé de se contenter, dans une première lecture, de ne considérer que le cas des systèmes autonomes.

### Cas d'un système autonome
Soit un système autonome
(A)::{\displaystyle {\dot {x}}=f(x)}
où {\displaystyle f:D\to \mathbb {R} ^{n}} est une application supposée localement lipschitzienne sur l'ouvert {\displaystyle D\subset \mathbb {R} ^{n}} contenant l'origine {\displaystyle x=0}. On suppose que 0 est un point d'équilibre du système, c'est-à-dire que {\displaystyle f(0)=0}. Soit {\displaystyle \varphi (x_{0},t_{0};.):t\mapsto \varphi (x_{0},t_{0};t)} l'unique solution maximale de l'équation différentielle (A), vérifiant la condition initiale {\displaystyle \varphi (x_{0},t_{0};t_{0})=x_{0}}.
Les définitions qui suivent seraient incompréhensibles sans l'emploi de quantificateurs (et n'ont pu être rendues précises que grâce à cet emploi).
Le point d'équilibre 0 du système (A) est :
- stable au sens de Liapounov si : {\displaystyle \forall \varepsilon >0,\exists \delta (\varepsilon )>0} tel que : dès que {\displaystyle \left\|{x_{0}}\right\|<\delta (\varepsilon )}, {\displaystyle \varphi (x_{0},t_{0};.)} est définie sur un intervalle contenant {\displaystyle [t_{0},+\infty [} & {\displaystyle \left\|{\varphi (x_{0},t_{0};t)}\right\|<\varepsilon ,\forall t\geq t_{0}} ;

- instable s'il n'est pas stable (en particulier, si {\displaystyle \varphi (x_{0},t_{0},.)} n'est définie que sur un intervalle {\displaystyle \left]t_{1},t_{2}\right[\supset \left\{t_{0}\right\}}, {\displaystyle t_{2}<+\infty }, {\displaystyle x_{e}} n'est pas stable[17]. Cela ne peut se produire que si {\displaystyle \lim \limits _{t\rightarrow t_{2}}\varphi (x_{0},t_{0};t)\in Fr(D)}, {\displaystyle Fr(D)} désignant la frontière de D) ;

- asymptotiquement stable s'il est stable et si : {\displaystyle \exists \eta >0:\left\|{x_{0}}\right\|<\eta \Rightarrow \varphi (x_{0},t_{0};t)\to 0} quand {\displaystyle t\to \infty } ;

- globalement asymptotiquement stable s'il est stable, {\displaystyle D=\mathbb {R} ^{n}} et l'implication ci-dessus est valide pour tout {\displaystyle \eta >0} ;

- exponentiellement stable s'il est stable et : {\displaystyle \exists \alpha ,\beta ,\gamma >0} tels que pour tous {\displaystyle t\geq t_{0}} et {\displaystyle \vert \vert x_{0}\vert \vert \leq \gamma },

{\displaystyle \left\|{\varphi (x_{0},t_{0};t)}\right\|\leq \alpha \left\|{x_{0}}\right\|e^{-\beta (t-t_{0})}} ;
- semi-globalement exponentiellement stable si {\displaystyle D=\mathbb {R} ^{n}}, s'il est stable et : {\displaystyle \forall \gamma >0}, {\displaystyle \exists \alpha (\gamma ),\beta (\gamma )>0} tels que pour tous {\displaystyle t\geq t_{0}} et {\displaystyle \vert \vert x_{0}\vert \vert \leq \gamma },[réf. nécessaire]

{\displaystyle \left\|{\varphi (x_{0},t_{0};t)}\right\|\leq \alpha (\gamma )\left\|{x_{0}}\right\|e^{-\beta (\gamma )(t-t_{0})}} ;
- globalement exponentiellement stable si {\displaystyle D=\mathbb {R} ^{n}} et, dans la définition de la stabilité exponentielle, {\displaystyle \alpha ,\beta } ne dépendent pas de {\displaystyle \gamma }, i.e. {\displaystyle \vert \vert x_{0}\vert \vert } est quelconque.

### Cas d'un système non autonome
Considérons maintenant un système non autonome
(E) : {\displaystyle {\dot {x}}=f(x,t)}
où {\displaystyle f:D\times ]T,+\infty [\to \mathbb {R} ^{n}} est localement lipschitzienne par rapport à la première variable sur l'ouvert {\displaystyle D\subset \mathbb {R} ^{n}}, et où {\displaystyle T\geq -\infty }.
Pour un tel système, on distingue la stabilité uniforme de la stabilité, la stabilité asymptotique uniforme de la stabilité asymptotique, etc., alors que pour un système autonome, ces notions coïncident.
Soit {\displaystyle x_{e}\in D} un point d'équilibre du système, c'est-à-dire vérifiant {\displaystyle f(x_{e},t)=0,\forall t\in ]T,+\infty [}. Soit {\displaystyle (x_{0},t_{0})\in D\times ]T,+\infty [} et {\displaystyle \varphi (x_{0},t_{0};.):t\mapsto \varphi (x_{0},t_{0};t)} l'unique solution maximale de l'équation différentielle (E) vérifiant la condition initiale {\displaystyle x(t_{0})=x_{0}}.
Le point d'équilibre {\displaystyle x_{e}} est :
- stable si : {\displaystyle \forall \varepsilon >0,\exists \delta \left(\varepsilon ,t_{0}\right)>0} tel que : dès que {\displaystyle \left\Vert x_{0}-x_{e}\right\Vert \leq \delta \left(\varepsilon ,t_{0}\right)}, {\displaystyle \varphi (x_{0},t_{0},.)} est définie sur un intervalle contenant {\displaystyle [t_{0},+\infty [} & {\displaystyle \forall t\geq t_{0},\left\Vert \varphi \left(x_{0},t_{0};t\right)-x_{e}\right\Vert \leq \varepsilon } ;

- instable s'il n'est pas stable ;

- uniformément stable s'il est stable et si la quantité {\displaystyle \delta \left(\varepsilon ,t_{0}\right)} ci-dessus est indépendante de {\displaystyle t_{0}} (et peut donc s'écrire {\displaystyle \delta \left(\varepsilon \right)}) ;

- attractif si : {\displaystyle \exists \delta >0,\left\Vert x_{0}-x_{e}\right\Vert \leq \delta \Rightarrow \lim \limits _{t\rightarrow +\infty }\left\Vert \varphi \left(x_{0},t_{0};t\right)-x_{e}\right\Vert =0} ;

- globalement attractif si {\displaystyle D=\mathbb {R} ^{n}} et, ci-dessus, {\displaystyle \exists \delta >0} est remplacé par {\displaystyle \forall \delta >0} ;

- uniformément attractif si

{\displaystyle \exists \delta >0,\forall \varepsilon >0,\exists \tau \left(\varepsilon ,\delta \right)>0,\forall t_{0}>T:\left\Vert x_{0}-x_{e}\right\Vert \leq \delta }
{\displaystyle \Rightarrow \forall t\geq t_{0}+\tau \left(\varepsilon ,\delta \right),\left\Vert \varphi \left(x_{0},t_{0};t\right)-x_{e}\right\Vert \leq \varepsilon } ;
- globalement uniformément attractif si {\displaystyle D=\mathbb {R} ^{n}} et, ci-dessus, {\displaystyle \exists \delta >0} est remplacé par {\displaystyle \forall \delta >0} ;

- asymptotiquement stable (resp. globalement asymptotiquement stable) s'il est stable et attractif (resp. globalement attractif) ;

- uniformément asymptotiquement stable s'il est uniformément stable et uniformément attractif ;

- uniformément borné si

{\displaystyle \forall \alpha >0,\exists \beta \left(\alpha \right)>0,\forall t_{0}>T:\left\Vert x_{0}-x_{e}\right\Vert \leq \alpha \Rightarrow \forall t\geq t_{0},\left\Vert \varphi \left(x_{0},t_{0};t\right)-x_{e}\right\Vert \leq \beta \left(\alpha \right)} ;
- globalement uniformément asymptotiquement stable s'il est stable, globalement uniformément attractif et uniformément borné.

- exponentiellement stable s'il est stable et

{\displaystyle \exists \alpha >0,\forall \varepsilon >0,\forall t_{0}>T,\exists \delta \left(\varepsilon \right)>0:\left\Vert x_{0}-x_{e}\right\Vert \leq \delta \left(\varepsilon \right)}
{\displaystyle \Rightarrow \forall t\geq t_{0},\left\Vert \varphi \left(x_{0},t_{0};t\right)-x_{e}\right\Vert \leq \varepsilon e^{-\alpha \left(t-t_{0}\right)}} ;
- globalement exponentiellement stable s'il est stable, {\displaystyle D=\mathbb {R} ^{n}} et

{\displaystyle \exists \alpha >0,\exists \gamma >0,\forall \beta >0,\forall t_{0}>T,\exists k\left(\beta \right)>0:\left\Vert x_{0}-x_{e}\right\Vert \leq \beta }
{\displaystyle \Rightarrow \forall t\geq t_{0},\left\Vert \varphi \left(x_{0},t_{0};t\right)-x_{e}\right\Vert \leq k\left(\beta \right)\left\Vert x_{0}-x_{e}\right\Vert ^{\gamma }e^{-\alpha \left(t-t_{0}\right)}}.
On précise parfois que la stabilité exponentielle, telle que définie ci-dessus, est uniforme, par opposition à une stabilité exponentielle non uniforme qui serait une condition moins stricte.

### Stabilité d'un mouvement

#### Stabilité d'un mouvement ou d'un ensemble positivement invariant
Soit {\displaystyle \psi } un mouvement du système (E), c'est-à-dire une solution maximale de l'équation différentielle (E) sur {\displaystyle ]T,+\infty [}. En remplaçant dans ce qui précède {\displaystyle x_{e}} par {\displaystyle \psi (t)}, on définira comme ci-dessus un mouvement stable, attractif, asymptotiquement stable, etc.
Soit M un sous-ensemble de D. Cet ensemble est dit positivement invariant si pour tout mouvement {\displaystyle \psi } tel que {\displaystyle \psi (t_{1})\in M} pour un instant {\displaystyle t_{1}}, on a {\displaystyle \psi (t)\in M,\forall t\geq t_{1}}. On peut de même définir un ensemble positivement invariant stable, attractif, asymptotiquement stable, etc., en remplaçant ci-dessus {\displaystyle \left\Vert \varphi \left(x_{0},t_{0};t\right)-x_{e}\right\Vert } par {\displaystyle d(\varphi \left(x_{0},t_{0};t\right),M)} où {\displaystyle d\left(x,M\right)=\inf \limits _{y\in M}\left\Vert x-y\right\Vert } (le plus souvent, M est compact, et dans ce cas on peut remplacer {\displaystyle \inf } par {\displaystyle \min }).
Soit {\displaystyle \psi :]T,+\infty [\rightarrow D} un mouvement. Son orbite (ou trajectoire) est son image
{\displaystyle {\mathcal {O}}\left(\psi \right)=\left\{\psi (t):t\in \left]T,+\infty \right[\right\}\subset D}.
Si {\displaystyle t_{0}} est l'instant initial, la semi-orbite positive de {\displaystyle \psi } est {\displaystyle {\mathcal {O}}^{+}\left(\psi \right)=\left\{\psi (t):t\geq t_{0}\right\}}.
Les ensembles {\displaystyle {\mathcal {O}}\left(\psi \right)} et {\displaystyle {\mathcal {O}}^{+}\left(\psi \right)} sont connexes (en tant qu'images d'un ensemble connexe par une application continue).

#### Stabilité au sens de Poincaré
Il est clair qu'une semi-orbite positive est un ensemble positivement invariant. On peut donc parler d'une semi-orbite positive stable, asymptotiquement stable, etc. On dit parfois d'un mouvement dont la semi-orbite positive est stable (resp. asymptotiquement stable, ...) qu'il est orbitalement stable (resp. orbitalement asymptotiquement stable, ...). La stabilité orbitale est également appelée stabilité au sens de Poincaré. C'est une notion plus faible que la stabilité au sens de Liapounov.

### Stabilité structurelle et robustesse

#### Stabilité structurelle
La notion de stabilité structurelle est liée à la stabilité au sens de Poincaré. L'équation d'un système est toujours connue avec une certaine imprécision. Le système est dit structurellement stable si cette imprécision, à condition qu'elle soit suffisamment faible, n'entraîne pas une trop grande variation de ses orbites. Par exemple, un oscillateur pur (sans frottement) a des orbites circulaires. Dès qu'on rajoute un frottement visqueux, aussi faible soit-il, ces orbites deviennent des spirales tendant vers l'origine : l'oscillateur pur n'est donc pas structurellement stable, contrairement à l'oscillateur avec frottement visqueux.
Au plan mathématique, soit le système défini par l'équation différentielle (A) où f est de classe {\displaystyle {\mathcal {C}}^{1}}. Le champ de vecteurs f étant impossible à connaître exactement, on peut supposer qu'on en connaît une approximation g, ce second de champ de vecteurs, lui aussi de classe {\displaystyle {\mathcal {C}}^{1}}, étant « proche » de f. On conviendra que sera le cas si la quantité {\displaystyle \left\Vert f-g\right\Vert _{1}} est suffisamment petite, où {\displaystyle \left\Vert .\right\Vert _{1}} est la norme définie sur l'espace des (germes de) champs de vecteurs continûment différentiables sur un voisinage ouvert de {\displaystyle {\overline {\Omega }}\subset D}, {\displaystyle \Omega } étant un ouvert connexe et {\displaystyle {\overline {\Omega }}} son adhérence, supposée compacte, par
{\displaystyle \left\Vert X\right\Vert _{1}=\max \limits _{x\in {\overline {\Omega }}}\left\{\left\Vert X\left(x\right)\right\Vert +\left\Vert dX\left(x\right)\right\Vert \right\}}
où {\displaystyle dX\left(x\right)\in \mathbb {R} ^{n\times n}} est la différentielle de X au point x. Soit {\displaystyle h:\Omega \rightarrow \Omega } un homéomorphisme. On dit que h est un {\displaystyle \varepsilon }-homéomorphisme si {\displaystyle \forall x\in \Omega ,\left\Vert h(x)-x\right\Vert \leq \varepsilon }.
Par abus de langage, on appellera orbites de f les orbites du système (A), et on parlera de même des orbites de g.
Définition — Le champ de vecteurs f (ou le système (A)) est dit structurellement stable si pour tout {\displaystyle \varepsilon >0}, il existe {\displaystyle \eta (\varepsilon )>0} tel que pour tout champ de vecteurs g de classe {\displaystyle {\mathcal {C}}^{1}} sur {\displaystyle \Omega } vérifiant {\displaystyle \left\Vert f-g\right\Vert _{1}<\eta }, il existe un {\displaystyle \varepsilon }-homéomorphisme {\displaystyle h:\Omega \rightarrow \Omega } qui envoie chaque orbite de f sur une orbite de g.

#### Robustesse
La problématique de la robustesse d'un système ressemble celle de la stabilité structurelle : un système est robuste si son comportement est peu sensible aux erreurs de modèle. Ce n'est pas ici le lieu de développer cette notion très importante. Disons simplement que, dans la théorie de la robustesse, le modèle du système peut être sujet à des erreurs plus grandes que dans celle de la stabilité structurelle. Ces erreurs comportent en général des dynamiques négligées. La notion de robustesse ne s'applique raisonnablement qu'à un système bouclé.

### Attracteurs et chaos

#### Dépendance sensitive des conditions initiales
Considérons un système autonome (pour simplifier la présentation). Le point d'équilibre {\displaystyle x_{e}} de ce système est instable s'il n'est pas stable, autrement dit
{\displaystyle \exists \varepsilon >0,\forall \delta >0,\exists x_{0}\in D:\left\Vert x_{0}-x_{e}\right\Vert \leq \delta } & {\displaystyle \left\Vert \varphi \left(x_{0},t_{0};t\right)-x_{e}\right\Vert \geq \varepsilon }.
La dépendance sensitive des conditions initiales du flot {\displaystyle g:t\mapsto g^{t}:x_{0}\mapsto g^{t}x_{0}=\varphi \left(x_{0},t_{0};t\right)} est une condition légèrement différente. L'instant initial est fixé et égal à {\displaystyle t_{0}}. Soit {\displaystyle \Lambda } un sous-ensemble compact et invariant de D. Le flot g est dit dépendant de manière sensitive des conditions initiales sur {\displaystyle \Lambda } si :
{\displaystyle \exists \varepsilon >0,\forall x_{0}\in \Lambda ,\forall \delta >0,\exists y\in D,\exists t>t_{0}:\left\Vert y-x_{0}\right\Vert \leq \delta } & {\displaystyle \left\Vert g^{t}x_{0}-g^{t}y\right\Vert >\varepsilon }
où y et t dépendent tous deux de {\displaystyle \varepsilon }, {\displaystyle x_{0}} et {\displaystyle \delta }.

#### Orbites homoclines et hétéroclines
Supposons que {\displaystyle T=-\infty }. Soit {\displaystyle x\in D} tel que la fonction {\displaystyle t\mapsto g^{t}x} est définie sur {\displaystyle ]-\infty ,+\infty [}, et soit {\displaystyle \gamma \left(x\right)=\left\{g^{t}x:t\in \mathbb {R} \right\}} l'orbite de x. Supposons qu'il existe deux points d'équilibre a et b tels que {\displaystyle \lim \limits _{t\rightarrow -\infty }g^{t}x=a} et {\displaystyle \lim \limits _{t\rightarrow +\infty }g^{t}x=b}. Cette orbite est dite homocline si {\displaystyle a=b} et hétérocline sinon.

#### Attracteurs
Soit {\displaystyle \Lambda \subset D} un ensemble positivement invariant fermé. Cet ensemble est dit topologiquement transitif si pour tous ouverts U et V inclus dans {\displaystyle \Lambda }, il existe un instant {\displaystyle t>T} (dépendant de U et V) tel que {\displaystyle \left(g^{t}U\right)\cap V\neq \varnothing }. Cela signifie donc intuitivement que tout point de {\displaystyle \Lambda } devient arbitrairement proche de n'importe quel autre point de cet ensemble sous l'effet du flot.
Un attracteur est un ensemble attractif et topologiquement transitif.

#### Chaos
Soit {\displaystyle \Lambda \subset D} un ensemble compact et positivement invariant. Cet ensemble est dit chaotique si le flot g dépend de manière sensitive des conditions initiales sur {\displaystyle \Lambda } et cet ensemble est topologiquement transitif.
Un attracteur est dit étrange s'il est chaotique.

## Fonctions de Liapounov et théorèmes de stabilité pour les systèmes non linéaires

### Préliminaire
Montrons tout d'abord que l'étude de la stabilité d'un mouvement se ramène à celle de la stabilité d'un point d'équilibre.
Considérons le système défini par l'équation différentielle non linéaire (E). Soit {\displaystyle \psi :t\mapsto \psi (t)} un mouvement de ce système. Par définition, {\displaystyle \psi } est une solution de (E), par conséquent {\displaystyle {\dot {\psi }}(t)=f(\psi (t),t)}. En posant {\displaystyle y=x-\psi }, on obtient donc
{\displaystyle {\dot {y}}=g(y,t)}
où {\displaystyle g(y,t)=f(y+\psi (t),t)-f(\psi (t),t)}. L'étude de la stabilité du mouvement {\displaystyle \psi } est donc ramené à celle du point d'équilibre 0 pour cette nouvelle équation différentielle ; on a {\displaystyle g(0,t)=0,\forall t}.
Dans ce qui suit, on considère le système défini par (E), où {\displaystyle f(0,t)=0} pour tout {\displaystyle t\in ]T,+\infty [}, et on étudie la stabilité (ou l'instabilité) du point d'équilibre 0. On envisage également brièvement le cas où l'on s'intéresse à la stabilité (ou l'instabilité) d'un ensemble positivement invariant compact M.

### Systèmes quasi linéaires
Avec les notations qui précèdent, on a d'après la formule des accroissements finis
(QL):: {\displaystyle {\dot {y}}=A(t)y+h(y,t)}
avec {\displaystyle A\left(t\right)={\frac {\partial f}{\partial x}}\left(\psi \left(t,t\right)\right)} et {\displaystyle {\frac {\left\Vert h\left(y,t\right)\right\Vert }{\left\Vert y\right\Vert }}\leq M\left(y,t\right)} où
{\displaystyle M\left(y,t\right)=\sup \limits _{z\in \left]\psi \left(t\right),y+\psi \left(t\right)\right[}\left\Vert {\frac {\partial f}{\partial x}}\left(z,t\right)-{\frac {\partial f}{\partial x}}\left(\psi \left(t\right),t\right)\right\Vert }.
En supposant {\displaystyle {\frac {\partial f}{\partial x}}} continue, {\displaystyle M(y,t)} tend vers 0 lorsque y tendant vers 0. Si cette limite est uniforme par rapport à t pour, on dit que le système considéré est quasi linéaire. Par définition, en effet, le système (QL) est quasi linéaire si
{\displaystyle \lim \limits _{\left\Vert y\right\Vert \rightarrow 0,y\neq 0}{\frac {h(y,t)}{\left\Vert y\right\Vert }}=0}
uniformément par rapport à t.
Par exemple, supposons l'orbite {\displaystyle {\mathcal {O}}=\left\{\psi \left(t\right):t\in \left]T,+\infty \right[\right\}} compacte et f ne dépendant pas explicitement de t. Posons {\displaystyle x^{\prime \prime }=\psi (t)\in {\mathcal {O}}} et {\displaystyle x^{\prime }=z} où {\displaystyle z\in \left]\psi \left(t\right),y+\psi \left(t\right)\right[}. Alors, d'après un théorème classique d'analyse, pour tout {\displaystyle \varepsilon >0}, il existe {\displaystyle \eta >0} tel que {\displaystyle \left\Vert x^{\prime }-x^{\prime \prime }\right\Vert \leq \eta } entraîne {\displaystyle \left\Vert Df(x^{\prime })-Df(x^{\prime \prime })\right\Vert \leq \varepsilon }. Le système (QL) est donc quasi linéaire.

### Définitions
Il est nécessaire de donner tout d'abord quelques définitions concernant les fonctions qui vont fournir des généralisations de la notion d'énergie. On peut supposer sans perte de généralité, moyennant une translation dans {\displaystyle \mathbb {R} ^{n}}, que le point d'équilibre auquel on s'intéresse est {\displaystyle x_{e}=0}, D étant donc un voisinage ouvert de 0.
Le plus souvent, l'« énergie généralisée » est une fonction de x uniquement. Soit {\displaystyle V:D\rightarrow \mathbb {R} } une fonction continue telle que {\displaystyle V(0)=0}. Elle est dite définie positive (resp. semi-définie positive) si {\displaystyle V(x)>0} (resp. {\displaystyle V(x)\geq 0}) pour {\displaystyle x\in D,x\neq 0}. On définit de même une fonction définie négative et semi-définie négative.
Dans certains cas, néanmoins, il s'avère nécessaire de considérer une fonction de x et de t. Soit {\displaystyle V:D\times ]T,+\infty [\rightarrow \mathbb {R} } une fonction continue telle que pour tout {\displaystyle t\in ]T,+\infty [}, {\displaystyle V(0,t)=0}. Elle est dite définie positive s'il existe une fonction définie positive {\displaystyle W:D\rightarrow \mathbb {R} } (au sens déjà précisé) telle que {\displaystyle V(x,t)\geq W(x),\forall (x,t)\in D\times ]T,+\infty [}. Elle est dite semi-définie positive si {\displaystyle V(x,t)\geq 0,\forall (x,t)\in D\times ]T,+\infty [}. On définit de même une fonction définie négative et semi-définie négative.
On appelle fonction de classe {\displaystyle {\mathcal {K}}} une fonction continue strictement croissante {\displaystyle \alpha :[0,r]\rightarrow \mathbb {R} _{+}(r>0)} telle que {\displaystyle \alpha (0)=0}. On montre qu'une fonction continue {\displaystyle V:D\times ]T,+\infty [\rightarrow \mathbb {R} } est définie positive si, et seulement s'il existe une fonction {\displaystyle \alpha } de classe {\displaystyle {\mathcal {K}}} telle que {\displaystyle V(x,t)\geq \alpha (\vert \vert x\vert \vert ),\forall (x,t)\in D\times ]T,+\infty [}.
Si la fonction V ne dépend que de x, elle est dite propre s'il existe un réel {\displaystyle \varepsilon >0} tel que l'ensemble
{\displaystyle \Psi _{\varepsilon }=\left\{x\in D:V\left(x\right)\leq \varepsilon \right\}}
est compact ; elle est dite globalement propre (ou radialement non bornée, ou uniformément non bornée) si {\displaystyle D=\mathbb {R} ^{n}} et {\displaystyle \Psi _{\varepsilon }} est compact pour tout {\displaystyle \varepsilon >0}. On montre qu'une fonction définie positive {\displaystyle x\mapsto V(x)} est propre. Une fonction {\displaystyle V:\mathbb {R} ^{n}\times ]T,+\infty [\rightarrow \mathbb {R} :(x,t)\mapsto V(x,t)} est dite globalement propre s'il existe une fonction globalement propre {\displaystyle W:\mathbb {R} ^{n}\rightarrow \mathbb {R} :x\mapsto W(x)} (au sens qui vient d'être défini) telle que {\displaystyle V(x,t)\geq W(x),\forall (x,t)\in \mathbb {R} ^{n}\times ]T,+\infty [}.
Enfin, une fonction {\displaystyle V:D\times ]T,+\infty [\rightarrow \mathbb {R} } est dite une fonction de Liapounov pour (E) si elle permet de façon générale de tester la stabilité ou l'instabilité de son point d'équilibre 0,.
Supposons V continûment différentiable, et soit {\displaystyle dV\left(x,t\right)={\frac {\partial V}{\partial x}}(x,t)dx+{\frac {\partial V}{\partial t}}(x,t)dt} sa différentielle au point {\displaystyle (x,t)\in D\times ]T,+\infty [}. A l'équation différentielle (E) il convient d'adjoindre l'équation {\displaystyle {\frac {dx_{n+1}}{dt}}=1} où {\displaystyle x_{n+1}=t}. La dérivée de Lie de V suivant le champ de vecteurs {\displaystyle (f,1)} au point {\displaystyle (x,t)} est la quantité
{\displaystyle {\dot {V}}(x,t)={\frac {\partial V}{\partial x}}(x,t)f(x,t)+{\frac {\partial V}{\partial t}}(x,t)}.
Lorsque V ne dépend que de x, la définition ci-dessus se réduit évidemment à
{\displaystyle {\dot {V}}(x,t)={\frac {\partial V}{\partial x}}(x)f(x,t)}.

#### Remarque
Si {\displaystyle \psi :t\mapsto \psi (t)} est un mouvement du système, c'est-à-dire une solution de son équation différentielle, et si l'on pose {\displaystyle v(t)=V(\psi (t),t)} et {\displaystyle {\dot {v}}={\frac {dv}{dt}}}, les deux membres des deux expressions ci-dessus deviennent {\displaystyle {\dot {v}}(t)}. Néanmoins, on se gardera de croire que v soit une fonction de Liapounov. Des abus d'écriture malencontreux conduisent parfois à cette conception erronée. Les démonstrations données plus bas devraient éclaircir ce point.

### Théorèmes fondamentaux
Théorème de stabilité de Liapounov-Persidsky (1892, 1946) et sa réciproque (Persidsky, 1933) — 
Soit le système (E). Il existe une fonction continûment différentiable définie positive {\displaystyle V:(x,t)\mapsto V(x,t)} telle que {\displaystyle {\dot {V}}} est semi-définie négative si, et seulement si 0 est un point d'équilibre stable. Si V telle que ci-dessus existe et, de plus, {\displaystyle V(x,t)\rightarrow 0} quand {\displaystyle t\rightarrow 0} uniformément par rapport à t, alors 0 est uniformément stable.
Pour le théorème ci-dessous, on supposera que le système considéré est autonome, donc défini par l'équation différentielle (A) (il existe diverses généralisations, non triviales, de ce théorème au cas des systèmes non autonomes ; elles sont apparentées des résultats dus à V.M. Matrosov,).
Principe d'invariance de Krasovsky-LaSalle (1953-1960) — Supposons qu'il existe une fonction continûment différentiable définie positive {\displaystyle V:x\rightarrow V(x)} et un ensemble {\displaystyle \Psi _{\varepsilon }=\left\{x\in \mathbb {R} ^{n}:V\left(x\right)\leq \varepsilon \right\}(\varepsilon >0)}, inclus dans D, tel que {\displaystyle {\dot {V}}(x)\leq 0,\forall x\in \Psi _{\epsilon }}. Soit M le plus grand sous-ensemble positivement invariant de l'ensemble
{\displaystyle E=\left\{x\in D:{\dot {V}}\left(x\right)=0\right\}}. Alors, si {\displaystyle \Psi _{\varepsilon }} est compact (ce qui est le cas si {\displaystyle \varepsilon } est suffisamment petit, et ce qui est toujours vrai si V est globalement propre), M est attractif pour l'ensemble {\displaystyle \Psi _{\varepsilon }}, i.e. tout mouvement qui commence dans {\displaystyle \Psi _{\varepsilon }} tend vers M.
Voir comme application l'exemple 4.
On obtient la condition suffisante d'attractivité de 0 du théorème ci-dessous (et donc de stabilité asymptotique de 0 puisque sa stabilité résulte alors du théorème de Liapounov démontré plus haut) pour un système autonome (A) en appliquant le Principe d'invariance de Krasovsky-LaSalle avec {\displaystyle E=\left\{0\right\}}.
Théorème de stabilité asymptotique (Liapounov, 1892; LaSalle, 1960) et sa réciproque (Massera, 1949) — Soit le système (A). Il existe une fonction définie positive {\displaystyle V:x\mapsto V(x)} telle que {\displaystyle {\dot {V}}} est définie négative si, et seulement si 0 est un point d'équilibre asymptotiquement stable. De plus, 0 est globalement asymptotiquement stable si V est globalement propre.
Remarque: Ce théorème peut se démontrer directement pour le système non autonome (E) ; une condition suffisante de stabilité asymptotique de 0 s'obtient alors avec une fonction de Liapounov continûment différentiable {\displaystyle V:(x,t)\rightarrow V(x,t)} telle que {\displaystyle {\dot {V}}} est définie négative. Cette stabilité asymptotique est uniforme si {\displaystyle V(x,t)\rightarrow 0} uniformément par rapport à t quand {\displaystyle \vert \vert x\vert \vert \rightarrow 0}, et elle est globale si V est globalement propre. Pour la réciproque, on obtient une fonction de Liapounov {\displaystyle V:(x,t)\rightarrow V(x,t)} pour (E) non autonome mais 0 uniformément asymptotiquement stable (Massera, 1956) ; l'importance de l'uniformité a été reconnue par Malkine (1954). Si les coefficients de (E) sont périodiques, ceux de {\displaystyle V(x,t)} le sont également.
Voir comme applications les exemples 1, 2 et 3.
Terminons ce paragraphe par la stabilité exponentielle :
Théorème de stabilité exponentielle et sa réciproque — Soit le système (E) où f est localement lipschitzienne. Supposons qu'il existe une fonction continûment différentiable {\displaystyle V:(x,t)\rightarrow V(x,t)} définie sur {\displaystyle D\times ]T,+\infty [} telle que {\displaystyle V(0,t)=0,\forall t\in ]T,+\infty [}, et pour laquelle il existe des réels {\displaystyle \alpha ,\beta ,\gamma ,\delta ,\varepsilon >0} tels que pour tout {\displaystyle x\in D} ayant une norme suffisamment petite et tout {\displaystyle t\in ]T,+\infty [},
(SE):: {\displaystyle \alpha \left\Vert x\right\Vert ^{\delta }\leq V\left(x,t\right)\leq \beta \vert \vert x\vert \vert ^{\varepsilon }} et {\displaystyle {\dot {V}}\left(x,t\right)\leq -\gamma V(x,t)}. 
Alors le point d'équilibre 0 est exponentiellement stable. Il est globalement exponentiellement stable si {\displaystyle D=\mathbb {R} ^{n}} et les inégalités ci-dessus sont vérifiées pour tout {\displaystyle x\in \mathbb {R} ^{n}} (et tout {\displaystyle t\in ]T,+\infty [}).
Réciproquement, supposons qu'il existe {\displaystyle \mu ,r,c>0} tels que 
(C):: {\displaystyle \vert \vert \varphi (x,t;\tau )\vert \vert \leq \mu \vert \vert x\vert \vert e^{-c(\tau -t)}}
pour tous {\displaystyle t,\tau ,x} tels que {\displaystyle T<t\leq \tau } et {\displaystyle \vert \vert x\vert \vert \leq r}. Alors il existe un réel {\displaystyle \rho >0} et une fonction continûment différentiable {\displaystyle V:(x,t)\mapsto V(x,t)} définie pour {\displaystyle \vert \vert x\vert \vert \leq \rho } et {\displaystyle t>T}, ainsi que {\displaystyle \alpha ,\beta ,\gamma >0}, vérifiant (SE) avec {\displaystyle \delta =\varepsilon =2}. Si (C) est vérifiée pour tous {\displaystyle t,\tau } tels que {\displaystyle T<t\leq \tau } et tout {\displaystyle x\in \mathbb {R} ^{n}}, alors V est définie sur {\displaystyle \mathbb {R} ^{n}\times ]T,+\infty [} et vérifie (SE) sur son domaine de définition (avec {\displaystyle \delta =\varepsilon =2}).

### Stabilité d'un compact pour un système défini par un semi-groupe
La solution {\displaystyle \varphi :t\mapsto \varphi (x;t)} du système autonome (A) vérifiant la condition initiale {\displaystyle \varphi (0)=x_{0}} a les propriétés suivantes (l'instant initial {\displaystyle t_{0}} étant supposé nul, ce qui n'induit pas de perte de généralité dans le cas d'un système autonome, cette quantité est omise dans les arguments de {\displaystyle \varphi }) :
{\displaystyle \varphi (x_{0};0)=x_{0}}, {\displaystyle \varphi (\varphi (x_{0};t_{1});t_{2})=\varphi (x_{0};t_{1}+t_{2})}.
Si l'on suppose que ces quantités sont définies pour tous {\displaystyle t_{1},t_{2}\geq 0}, on exprime ces propriétés en disant que le flot
{\displaystyle g:t\mapsto g^{t}:x_{0}\mapsto g^{t}x_{0}=\varphi \left(x_{0};t\right)}
définit le semi-groupe de difféomorphismes {\displaystyle (g^{t})_{t\geq t_{0}}} (puisque chaque {\displaystyle g^{t}} est un difféomorphisme et que {\displaystyle g^{t_{1}+t_{2}}=g^{t_{2}}\circ g^{t_{1}}} pour tous {\displaystyle t_{1},t_{2}\geq 0} ; il s'agit d'un groupe si les quantités ci-dessus sont également définies pour tous {\displaystyle t_{1},t_{2}\leq 0}, mais cette hypothèse est inutile pour ce qui suit).
Au lieu de se donner le système par l'équation différentielle autonome (A), on peut le faire, plus généralement, par le flot {\displaystyle (g^{t})_{t\geq 0}} ({\displaystyle g^{t}:x\mapsto \varphi (x;t)}) en supposant simplement {\displaystyle \varphi } continue (et non plus continûment différentiable) ; le semi-groupe {\displaystyle (g^{t})_{t\geq 0}} est alors dit continu.
Il s'agit bien d'une généralisation, car si {\displaystyle \varphi } est continûment différentiable, on caractérise le semi-groupe {\displaystyle (g^{t})_{t\geq 0}} par son « générateur infinitésimal » {\displaystyle A:x_{0}\mapsto Ax_{0}} défini par
{\displaystyle Ax_{0}=\lim \limits _{t\rightarrow 0^{+}}{\frac {1}{t}}\left[g^{t}-I\right]x_{0}=\lim \limits _{t\rightarrow 0^{+}}{\frac {\varphi \left(x_{0};t\right)-x_{0}}{t}}={\frac {\partial \varphi }{\partial t}}\left(x_{0},0\right)}
par conséquent l'opérateur A est la fonction f, ou encore l'« opérateur » (en général non linéaire) {\displaystyle x\mapsto f(x)}. On est donc effectivement ramené à la formulation où le système est donné par l'équation différentielle autonome (A).
On étend alors le principe d'invariance de Krasovsky-LaSalle à ce cas avec une fonction {\displaystyle V:x\mapsto V(x)} continue (et non plus continûment différentiable) en remplaçant la condition {\displaystyle {\dot {V}}(x)\leq 0,\forall x\in \Psi _{\varepsilon }} par la condition : la fonction {\displaystyle t\mapsto V(\varphi (x;t))} est décroissante, {\displaystyle \forall x\in \Psi _{\varepsilon }} (la démonstration restant par ailleurs inchangée).
Soit alors {\displaystyle M\subset D} un ensemble compact positivement invariant. On déduit comme plus haut de ce principe de Krasovsky-LaSalle « généralisé » la condition suffisante du théorème ci-dessous (la démonstration de la condition nécessaire étant nettement plus complexe) :
Théorème (Bhatia (1966)) —  L'ensemble compact M est asymptotiquement stable (resp. globalement asymptotiquement stable) si, et seulement s'il existe une fonction continue (resp. continue et globalement propre) {\displaystyle V:D\mapsto \mathbb {R} }, où D est un voisinage ouvert de M (resp. {\displaystyle D=\mathbb {R} ^{n}}), telle que
(C1)::{\displaystyle V(x)=0} si {\displaystyle x\in M}, {\displaystyle V\left(x\right)>0} si {\displaystyle x\notin M},
(C2)::{\displaystyle V(\varphi (x;t))<V(x)} si {\displaystyle x\notin M,t>0} et {\displaystyle \varphi (x,[0,t])\subset D}.
Si le système est défini par l'équation différentielle autonome (A), avec f localement lipschitzienne, donc continue, et V est continûment différentiable, on voit facilement que la condition (C2) est satisfaite si, et seulement si {\displaystyle {\dot {V}}(x)<0} pour {\displaystyle D\ni x\notin M}.

### Exemple: cas d'un système mécanique holonome (1)
Considérons, comme dans l'historique, un système mécanique holonome à n degrés de liberté, à liaisons scléronomes. Soit {\displaystyle q\in \mathbb {R} ^{n}} le vecteur de ses coordonnées généralisées. On suppose que
(a) l'énergie cinétique {\displaystyle T(q,{\dot {q}})} est de classe {\displaystyle {\mathcal {C}}^{2}} et est une forme quadratique définie positive en {\displaystyle {\dot {q}}} ;
(b) certaines forces dérivent d'un potentiel {\displaystyle U(q)} de classe {\displaystyle {\mathcal {C}}^{1}}, possédant un minimum relatif strict en {\displaystyle q=0} ;
(c) les autres forces sont rassemblées dans le vecteur ligne {\displaystyle Q(q,{\dot {q}})\in \mathbb {R} ^{1\times n}} de classe {\displaystyle {\mathcal {C}}^{1}} et vérifient
(F):: {\displaystyle Q.q\leq 0}
(c'est le cas des forces de frottement visqueux). On a le résultat suivant qui, comme on va le voir, se démontre grâce au théorème de stabilité de Liapounov et au Principe d'invariance de Krasvossky-LaSalle :
Théorème — L'origine de l'espace des phases (c'est-à-dire de l'espace {\displaystyle \mathbb {R} ^{2n}} des {\displaystyle x=({\dot {q}},q)}) est stable. Si le membre de gauche de (F) ne s'annule qu'en {\displaystyle q=0}, elle est asymptotiquement stable.

## Théorème d'instabilité pour les systèmes non linéaires
Considérons de nouveau le système (E). Le théorème d'instabilité qu'on peut considérer comme étant le plus important (même s'il n'est pas le plus général), car le plus facilement utilisable en pratique, est le suivant :
Théorème d'instabilité de Chetaev (1934) —  Supposons qu'il existe une fonction {\displaystyle V:D\rightarrow \mathbb {R} } de classe {\displaystyle C^{1}} telle que
(a) il existe des points x arbitrairement proches de 0 tels que {\displaystyle V(x)<0}.
Pour {\displaystyle \varepsilon >0} donné, notons alors {\displaystyle G_{\varepsilon }=\left\{x\in D:\left\Vert x\right\Vert \leq \varepsilon \right\}\cap \left\{x\in D:V\left(x\right)\leq 0\right\}}
(b) Dans {\displaystyle G_{\varepsilon }}, {\displaystyle {\dot {V}}(x,t)<0}.
Alors le point d'équilibre 0 est instable.
Corollaire - Premier théorème d'instabilité de Liapounov —  S'il existe une fonction {\displaystyle V:D\rightarrow \mathbb {R} } de classe {\displaystyle C^{1}}, définie négative ou de signe indéfini, telle que {\displaystyle {\dot {V}}} est définie négative, alors le point d'équilibre 0 est instable.

### Exemple: cas d'un système mécanique holonome (2)
Considérons de nouveau un système holonome en supposant que U(q) admet un maximum relatif strict en {\displaystyle q=0}. Plus précisément, en posant {\displaystyle p={\dot {q}}}, supposons que l'énergie cinétique et l'énergie potentielle s'écrivent respectivement {\displaystyle T(p,q)=p^{T}M(p,q)p} et {\displaystyle U(q)=-q^{T}R(q)q} où les fonctions {\displaystyle (p,q)\mapsto M(p,q)} et {\displaystyle q\mapsto R(q)} sont continûment différentiables et les matrices {\displaystyle M(0,0)} et {\displaystyle R(0)} sont définies positives. Supposons également que les forces qui ne dérivent pas du potentiel s'écrivent {\displaystyle Q(q,p)=-\varepsilon (q,p)p^{T}} où {\displaystyle \varepsilon } est continûment différentiable. On obtient le résultat suivant à l'aide du théorème de Chetaev :
Théorème — Si {\displaystyle \left\vert \varepsilon \left(0,0\right)\right\vert } est suffisamment petit, le point d'équilibre {\displaystyle x=0}, où {\displaystyle x=(p,q)}, est instable.
Ce résultat montre par exemple qu'un pendule inversé est, en présence d'un frottement visqueux suffisamment faible, en équilibre instable à la verticale.

## Théorèmes de stabilité et d'instabilité pour les systèmes linéaires ou quasi linéaires

### Cas d'un système linéaire
Considérons un système linéaire
(L) :: {\displaystyle {\dot {x}}=A(t)x}
où la fonction {\displaystyle t\mapsto A(t)\in \mathbb {R} ^{n\times n}} est localement intégrable et bornée. Étudions le point d'équilibre 0 de (L).
Les conditions suivantes sont équivalentes :
(i) 0 est uniformément asymptotiquement stable ;
(ii) 0 est globalement uniformément asymptotiquement stable ;
(iii) 0 est exponentiellement stable ;
(iv) 0 est globalement exponentiellement stable.
Seul le fait que (ii) entraîne (iii) n'est pas trivial, et ce résultat est dû à Hahn (1966). D'autre part, si la matrice A est constante, la stabilité de 0 équivaut à sa stabilité uniforme, sa stabilité asymptotique équivaut à sa stabilité asymptotique uniforme, et toutes ces conditions équivalent à (voir Stabilité d'une représentation d'état)
(v) les valeurs propres {\displaystyle \lambda _{i}} de A ({\displaystyle i=1,...,n}) vérifient toutes la condition {\displaystyle \Re (\lambda _{i})<0}.
On dit parfois qu'une matrice A vérifiant la condition (v) est une « matrice de stabilité » ; c'est par erreur que certains auteurs parlent de « matrice de Hurwitz » : le polynôme caractéristique d'une matrice de stabilité est un polynôme de Hurwitz.
D'autre part, le point d'équilibre 0 est stable (au sens de Liapounov) si, et seulement si les valeurs propres de A sont toutes situées dans le demi-plan gauche fermé (c'est-à-dire ont toutes une partie réelle négative ou nulle), celles situées sur l'axe imaginaire (s'il en existe) étant simples (c'est-à-dire d'ordre 1) (voir de nouveau Stabilité d'une représentation d'état).
Critère de Liapounov (1892) —  Supposons la matrice A constante. Soit Q une matrice symétrique réelle semi-définie positive ({\displaystyle Q\geq 0}) (resp. définie positive ({\displaystyle Q>0})). S'il existe une matrice {\displaystyle P>0} vérifiant l'équation dite de Liapounov
(EL):: {\displaystyle A^{T}P+PA=-Q}
alors le point d'équilibre 0 est stable (resp. exponentiellement stable) pour (L). 
Réciproquement, il existe une matrice symétrique P solution de (EL) pour toute matrice symétrique Q si, et seulement si A n'a pas de valeurs propres {\displaystyle \lambda _{i},\lambda _{j}} telles que {\displaystyle \lambda _{i}+\lambda _{j}=0} ; cette solution est alors unique. Si {\displaystyle Q\geq 0} (resp. {\displaystyle Q>0)} et toutes les valeurs propres de A sont à partie réelle {\displaystyle <0}, alors {\displaystyle P\geq 0} (resp.{\displaystyle P>0}).
On montre qu'on peut affaiblir comme suit la condition suffisante de ce critère :
Soit {\displaystyle Q=C^{T}C} une matrice telle que {\displaystyle (C,A)} est détectable. S'il existe une matrice {\displaystyle P\geq 0} solution de l'équation de Liapounov (EL), alors 0 est un point d'équilibre exponentiellement stable pour (L). Dans ce cas, si {\displaystyle (C,A)} est observable, alors nécessairement {\displaystyle P>0}.

### Cas d'un système quasi linéaire
Considérons maintenant le système non linéaire (E), écrit sous la forme
(QL) :: {\displaystyle {\dot {x}}=A(t)x+g(x,t)}
où A est comme ci-dessus et {\displaystyle g:D\times ]T,+\infty [\rightarrow \mathbb {R} ^{n}} est fonction localement lipschitzienne au voisinage de {\displaystyle x=0}, telle que {\displaystyle g(0,t)=0,\forall t\in ]T,+\infty [}, et qu'on peut considérer comme une « petite perturbation » du système (L). Le système (QL) est supposé quasi linéaire à savoir que pour {\displaystyle \left\Vert x\right\Vert \rightarrow 0}, {\displaystyle g(x,t)=o(\left\Vert x\right\Vert )} dans le sens où
{\displaystyle \lim \limits _{\left\Vert x\right\Vert \rightarrow 0,x\neq 0}{\frac {g(x,t)}{\left\Vert x\right\Vert }}=0}
uniformément par rapport à t. Sous ces hypothèses, on a le
Théorème (Perdisky (1946) - Hahn (1966)) — Supposons le point d'équilibre 0 exponentiellement stable pour (L). Alors il est exponentiellement stable pour (QL).
Ce théorème a été étendu par Hahn au cas des systèmes à temps discret. En revanche, dans le cas où la matrice {\displaystyle A(t)} n'est pas constante, la stabilité asymptotique (non uniforme) de 0 pour (L) n'entraîne pas, sous les hypothèses considérées, la stabilité de 0 pour (QL) en général (exemple de Perron).
Théorème — Soit le système quasi linéaire (QL) où {\displaystyle A(t)} est constante et où g vérifie la condition ci-dessus. Si A possède une valeur propre à partie réelle {\displaystyle >0}, alors le point d'équilibre 0 est instable.
Des compléments à ces théorèmes peuvent être trouvé à l'article Exposant de Liapounov.